# Notograptus
Notograptus Günther, 1867 è un genere di pesci ossei di acqua salata.

## Tassonomia
Questo genere comprende due specie:
- Notograptus gregoryi Whitley, 1941
- Notograptus guttatus Günther, 1867